# Рут, Мария Эдуардовна
Мари́я Эдуа́рдовна Рут  (род. 30 марта 1947, пос. Полуночное, Ивдельский горсовет, Свердловская область) — российский лингвист, профессор филологического факультета Уральского федерального университета.

## Биография
Окончила филологический факультет УрГУ им. А. М. Горького (1970). Ученица профессора А. К. Матвеева. В 1975 году защитила кандидатскую диссертацию «Русская народная астронимия и её связи с астронимией других народов СССР», с того же года работает на кафедре русского языка и общего языкознания УрГУ (1975—1978 — ассистент; 1978—1996 — доцент; с 1996 — профессор). С 2005 года — заведующая кафедрой русского языка и общего языкознания УрГУ. Председатель учебно-методической комиссии филологического факультета УрГУ.
В 1994 году защитила докторскую диссертацию «Образная номинация в русском языке: ономасиологический аспект», в которой предложена новая методика реконструкции народной картины мира по ономасиологическим данным. Принадлежит к Уральской ономастической школе.

## Научная и преподавательская деятельность
Автор 5 книг и более 100 научных и учебно-методических работ, известный специалист в области ономастики, русской диалектной лексикологии и лексикографии, истории русского литературного языка, а также ономасиологии и теории метафоры. Ей принадлежит разработка оригинальных концепций образной номинации в ономастике, типологии языковой номинации, ономастикона языковой личности, лингвокультурологической информативности имен собственных и др. Известна как блестящий лектор и талантливый педагог.
Внесла большой вклад в организацию работы Топонимической экспедиции кафедры русского языка и общего языкознания УрГУ, которая является крупнейшим в России коллективом лингвистов-«полевиков»: с 1967 по 2001 гг. участвовала в полевых выездах на Русский Север, в Поволжье, на Средний Урал, в Западную Сибирь, десятки раз руководила экспедиционными группами и отрядами, а с 1992 по 2001 гг. была начальником экспедиции. На протяжении 25 лет является бессменным научным руководителем функционирующей при кафедре русского языка и общего языкознания УрГУ проблемной группы «Язык и мир».
Член авторских коллективов Словаря русских говоров Среднего Урала и Словаря говоров Русского Севера (зам. главного редактора), входит в редколлегии межвузовских научных сборников серий «Вопросы ономастики» (зам. главного редактора), «Этимологические исследования», «Русская диалектная этимология». Организатор и ответственный редактор серии научных сборников «Ономастика и диалектная лексика», сборника «Номинация в ономастике».
Является членом Совета и председателем учебно-методической комиссии филологического факультета Уральского университета, членом диссертационного совета по защите докторских диссертаций при Уральском университете. Неоднократно выступала инициатором, членом и председателем оргкомитета ряда всероссийских и международных конференций.
Под руководством М. Э. Рут защищены десятки дипломных и курсовых работ, 7 кандидатских диссертаций.
Награждена знаком «Почётный работник высшего профессионального образования Российской Федерации» (2003) и званием «Ветеран Уральского государственного университета им. А. М. Горького» (2006).

## Основные работы
- Рут М. Э. Русская народная астронимия : Учеб. пособие / Урал. гос. ун-т им. А. М. Горького. — Свердловск: УрГУ, 1987. — 68 с.
- Рут М. Э. Звезды рассказывают о Земле / Худож. Л. И. Неволина. — Свердловск: Изд-во Урал. ун-та, 1990. — 48 с. — ISBN 5-7525-0137-7.
- Рут М. Э. Образная номинация в русском языке. — Екатеринбург: Изд-во Урал. ун-та, 1992. — 144, [3] с. — ISBN 5-7525-0223-3.
- Рут М. Э. Имена и судьбы. — Екатеринбург: Сред.-Урал. кн. изд-во, 1996. — 124, [1] с. — ISBN 5-7529-0657-1.
- Рут М. Э. Этимологический словарь русского языка для школьников / Авт.-сост. М. Э. Рут. — Екатеринбург: У-Фактория, 2005. — 428 с. — (Стань super отличником!). — ISBN 5-9709-0171-7.
- Рут М. Э. Образная номинация в русской ономастике. — М.: URSS; Изд-во ЛКИ, 2008. — 188 с. — ISBN 978-5-382-00634-5.
- Рут М. Э. Словарь астронимов: Звёздное небо по-русски / Российская акад. наук. — М.: АСТ-Пресс, 2010. — 288 с. — (Словари для интеллектуальных гурманов). — ISBN 978-5-462-01038-5.